# Kristian Vasilev
Kristian Vasilev –en búlgaro, Кристиан Василев– (Plovdiv, 18 de noviembre de 1991) es un deportista búlgaro que compite en remo. Ganó una medalla de bronce en el Campeonato Europeo de Remo de 2022, en la prueba de scull individual.

## Palmarés internacional
| Campeonato Europeo | Campeonato Europeo | Campeonato Europeo | Campeonato Europeo |
| Año                | Lugar              | Medalla            | Prueba             |
| ------------------ | ------------------ | ------------------ | ------------------ |
| 2022               | Múnich (Alemania)  | Medalla de bronce  | Scull individual   |